# Escuela Superior de Ingeniería (Universidad de Cádiz)

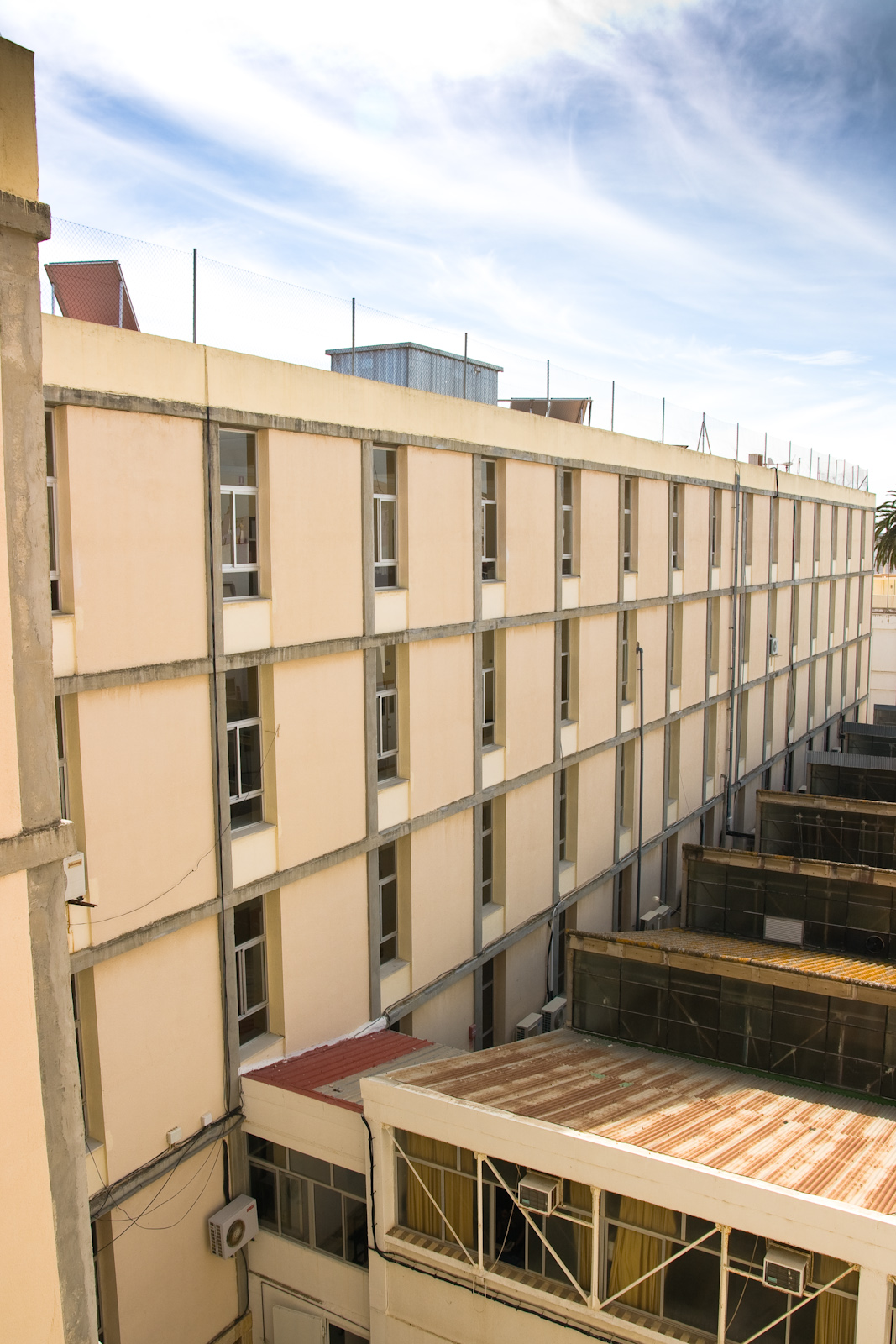
Edificio de la Escuela en Cádiz, ya no usado.

La Escuela Superior de Ingeniería (ESI), es una escuela de la Universidad de Cádiz ubicada en el  de campus de Puerto Real desde octubre de 2014.

## Titulaciones
Titulaciones de Grado y Doble Grado:
- [GIA] Grado en Ingeniería Aeroespacial
- [GIDIDP] Grado en Ingeniería en Diseño Industrial y Desarrollo del Producto
- [GIE] Grado en Ingeniería Eléctrica
- [GIEI] Grado en Ingeniería Electrónica Industrial
- [GII] Grado en Ingeniería Informática
- [GIM] Grado en Ingeniería Mecánica
- [GITI] Grado en Ingeniería en Tecnologías Industriales
- [GIE-GIEI] Doble Grado en Ingeniería Eléctrica y Electrónica
- [GIE-GIM] Doble Grado en Ingeniería Eléctrica y Mecánica
- [GIM-GIDIDP] Doble Grado en Ingeniería Mecánica y Diseño Industrial y Desarrollo del Producto

Titulaciones de Máster:
- Máster en Ingeniería Industrial
- Máster en Ingeniería Acústica
- Máster en Ingeniería de Fabricación
- Máster en Ingeniería Informática
- Máster en Prevención de Riesgos Laborales
- Máster en Investigación en Ingeniería de Sistemas y de la Computación
- Máster en Seguridad Informática (Ciberseguridad)

## Directores
La Escuela ha sido dirigida por:
- Pedro Mayoral (1903-1913)
- Manuel López González (1913-1943)
- Pedro Ogalla Torres (1943-1945)
- Germán Muñoz Beato (1945-1962)
- Miguel Borrero Vázquez (1962-1973)[3]
- Miguel Borrero Vázquez (1973-1976)
- Miguel Borrero Vázquez (1976-1988)
- Miguel Borrero Vázquez (1988-1990)
- José Enrique Díaz Arozamena (1990-1995)
- José Enrique Díaz Arozamena (1995-1999)
- Miguel Pastor Sánchez (1999-2003)
- Mariano Marcos Bárcena (2004-2008)
- Mariano Marcos Bárcena (2008-2012)
- Juan José Domínguez Jiménez (2012-2020. Hasta 2014 en el antiguo edificio)[4]
- Luis Lafuente Molinero (2020-actualidad)

## Miembros destacados
La Escuela ha tenido alumnos y profesores destacados, como Francisco Javier Botana, distinguido con el Premio Bandera de Andalucía o el artista Luis Gonzalo González

## Aulas
Se tiene dos Cátedras Externas con Colegios:
- Aula Universitaria de Arquitectura
- Aula Universitaria de la Ingeniería